# 愛育幼稚園
愛育幼稚園（あいいくようちえん、英語：Aiiku Kindergarten）は、東京都港区南麻布にある私立幼稚園。
3歳以上の幼児の3年保育を行っている（6クラス・定員150名）。

## 概要
愛育幼稚園は、1934年（昭和9年）に、明仁親王の出産を記念し、昭和天皇より受けた下賜金をもとに作られた「恩賜財団母子愛育会」によって、1947年（昭和22年）に創立された。現在の設置者は「社会福祉法人恩賜財団母子愛育会」であり、総裁に文仁親王妃紀子を奉戴している。
毎年10月の第3日曜日には、母の会記念祭委員が中心となって「創立記念祭」が行われており、多くの卒園生やゆかりの人々が「記念祭で会いましょう」を合言葉に集い、旧交を温めている。
東京のいわゆる「お受験」界において、松濤幼稚園（渋谷区松濤）廃園後は、若葉会幼稚園（港区西麻布）や枝光会幼稚園（港区三田ほか）等とともに『御三家』（進学）幼稚園と括られることもある。

## 立地
姉妹施設の愛育クリニック（旧・愛育病院）や、東京ローンテニスクラブが隣接する他、道をはさみ有栖川宮記念公園、東京都立中央図書館、麻布学園が所在する。港区という都会の中央に位置しながらも、自然環境・園外活動環境の両面において恵まれ、有栖川宮記念公園内で水遊びをしたりお弁当を食べたり豊かな環境で保育が実施されている。

## 歴史
愛育幼稚園の歴史は、その母体となる母子愛育会の創立から始まる。本会は、1933年（昭和8年）12月23日の皇太子明仁親王（上皇明仁）誕生を契機として創立された。1934年（昭和9年）2月23日、皇居において催された御誕生祝宴に際し、昭和天皇より、宮内大臣湯浅倉平を介して、内閣総理大臣斎藤実に対し
旨の御沙汰書が伝達された。この聖旨を奉戴して、宮内、内務、文部、拓務の四大臣が協議した結果、同年3月13日に文部省を主管とする「恩賜財団愛育会」を創立し、初代総裁に久邇宮大妃俔子を推戴し、母子愛育事業を実施することとなった。その後、所管が厚生省に移り、名称も「恩賜財団母子愛育会」と変更される。久邇宮大妃は1946年（昭和21年）に退任し、1948年（昭和23年）4月、二代総裁として崇仁親王妃百合子を推戴した。2010年（平成22年）、二代総裁が高齢などを理由に9月30日付で退任したため、同年10月1日、三代総裁として文仁親王妃紀子を推戴した。本会が創立された当時の日本は、母子に関する施策は未だほとんど皆無に等しい状況であったが、本会は聖旨に則り、母子の保健と福祉を推進すべく、まず愛育調査会を設けて、基本的な調査研究を行うことから活動を始めた。次いで、稲田龍吉を所長とする「愛育研究所」を設置し、国立の児童問題研究所に代わるものとして「日本総合愛育研究所」（後の「日本子ども家庭総合研究所」。現在の「愛育研究所」）に発展させるなど、母子の心身両面に関する総合的・実証的な研究を行うと共に、実践的な活動を行う諸施設を順次設けてきた。そのひとつが「愛育幼稚園」である。本園は、「日本の幼児に関する基本的習慣」の研究を日本で初めてまとめ、今日の幼稚園保育の基礎をつくった、当時の愛育研究所教養部長山下俊郎によって、幼児保育に関する実践の場として創設された。

### 略年表
- 1934年（昭和9年） 3月 - 「恩賜財団愛育会」設立。初代総裁に久邇宮大妃俔子を推戴。
- 1938年（昭和13年）11月 - 「愛育研究所」開所。
- 1940年（昭和15年） 5月 - 「愛育研究所」教養部における幼児教育の実証研究の場として「母の研究室」開所（愛育幼稚園の前身）。
- 1946年（昭和21年） 1月 - 「財団法人恩賜財団母子愛育会」に改称。初代総裁久邇宮大妃俔子退任。
- 1947年（昭和22年） 4月 - 「愛育幼稚園」設立。初代園長に山下俊郎が就任。開園時の園児数は19名。
- 1948年（昭和23年） 4月 - 二代総裁に崇仁親王妃百合子を推戴。
- 1949年（昭和24年） 4月 - 二代園長に牛島義友が就任。
- 1952年（昭和27年） 5月 - 社会福祉法人に組織変更。
- 1953年（昭和28年） 5月 - 八角園舎落成。
- 1954年（昭和29年） 4月 - 「母と子の教室」開設。
- 1957年（昭和32年）12月 - 円形園舎落成。
- 1958年（昭和33年） 5月 - 「ナーサリールーム」開設。
- 1964年（昭和39年） 9月 - 「愛育研究所」を「日本総合愛育研究所」と改称。
- 1985年（昭和60年） 2月 - 新園舎落成。
- 1986年（昭和61年）10月 - 創立40周年記念祭。
- 1997年（平成9年） 4月 - 「日本総合愛育研究所」を「日本子ども家庭総合研究所」と改称。
- 2001年（平成13年） 4月 - 「母と子の教室」は発展的に解消され、3年保育を導入。
- 2005年（平成17年） 4月 - 「ナーサリールーム」が東京都認証保育施設となる。
- 2010年（平成22年） 9月 - 二代総裁崇仁親王妃百合子退任。
- 2010年（平成22年）10月 - 三代総裁文仁親王妃紀子を推戴。
- 2015年（平成27年） 3月 - 「日本子ども家庭総合研究所」廃止。
- 2015年（平成27年） 4月 - 「日本子ども家庭総合研究所」の一部事業を継続し、新たに医療・保健分野を中心とした「愛育研究所」が発足。

## 園の特色
愛育幼稚園は、初代山下俊郎園長、二代牛島義友園長によって保育方針が確立され、以来その伝統に則った保育が行われてきた。後に東京都立大学 (1949-2011)教授を歴任し、日本保育学会会長、世界幼児機構(OMEP)日本委員長を務めた山下俊郎は、人間形成の基礎的段階である幼児期に、将来社会的にも文化的にも適応できる行動様式を習得させる必要があるとして、基本的習慣の大切さを強調した。次の牛島義友は、幼児期は「想像生活時代」であるとして、子供の想像力を十分に伸ばすよう、伸々と遊びを豊富に体験させ、遊びを通じて協調的な社会生活を経験するようにとの方針を打ち出した。子供が積木でつくるような夢のある旧・八角形園舎（昭和28年落成）を建てたのもこの趣旨からである。また。牛島は、「発達カリキュラム」をつくり、保育の方針と具体的な経験のさせ方を研究し、指導した。したがって、愛育幼稚園の保育は知識教育ではなく、社会性や情操の涵養、基礎的生活訓練を主とした総合的保育のなかで、子供の自然の発達を促進させ、子供の基本的要求（教師を独占したいという強い願望的要求）と他の社会的要求（協力への要求）とを調和的に満足させるような保育となっている。

### 教育方針
- 「なごやかな雰囲気の中でのびのびと活動させ、社会性を円満にのばし情緒面の調和的発達を図る」

## 近隣の施設
- 愛育クリニック
- 有栖川宮記念公園
- ナショナル麻布本店
- 東京都立中央図書館
- 麻布中学校・高等学校
- 東京ローンテニスクラブ

## 交通アクセス
- 東京メトロ日比谷線広尾駅下車、恵比寿寄り出口より徒歩8分。
- 都バス目黒駅⇔新橋駅愛育クリニック前下車、徒歩1分。

## 主な関係人物

### 総裁
- 初代 - 久邇宮大妃俔子（1934年（昭和9年） 3月 - 1946年（昭和21年） 1月）
- 二代 - 三笠宮妃百合子（1948年（昭和23年） 4月 - 2010年（平成22年） 9月30日）[3]
- 三代 - 秋篠宮妃紀子（2010年（平成22年） 10月1日 - ）[3]

### 母子愛育会
- 清浦奎吾 - 初代会長、23代内閣総理大臣。
- 関屋貞三郎 - 初代理事長、元枢密顧問官、元宮内次官。
- 米山梅吉 - 初代監事、三井信託創立者。監事就任の翌1937年には青山学院幼稚園・青山学院初等部を創立した[4]。
- 古川貞二郎 - 会長、元内閣官房副長官、元厚生事務次官。
- 羽毛田信吾 - 理事長、7代宮内庁長官、元厚生事務次官。
- 吉原健二 - 理事、元厚生事務次官。元厚生事務次官宅連続襲撃事件で自宅を襲撃された。
- 岡井崇 - 理事、愛育研究所部長、愛育病院院長。
- 大山正 - 元会長、元愛育研究所所長、元厚生事務次官。
- 新居善太郎 - 元会長、元京都府知事、元大阪府知事。
- 上村一 - 元会長、元環境事務次官。
- 中山寿彦 - 元理事、日本医師会4代会長、元国務大臣。
- 森村開作 - 元理事、森村財閥7代目、慶應義塾評議員・理事。

### 愛育研究所
- 柳澤正義 - 名誉所長、国立成育医療センター名誉総長。
- 稲田龍吉 - 初代所長、日本医師会3代会長。1919年（大正8年）にはノーベル生理学・医学賞の候補となった[5]。
- 衞藤隆 - 元所長、東京大学名誉教授。
- 内藤寿七郎 - 元所長、日本小児科医会名誉会長、愛育病院名誉院長。乳幼児の治療と検診、育児知識の普及に努め、「育児の神様」と呼ばれた[6]。
- 栗山重信 - 元所長、東京大学名誉教授、国立東京第一病院名誉院長。
- 石野清治 - 元所長、元厚生事務次官。
- 高橋悦二郎 - 元副所長、元愛育病院院長代行、元女子栄養大学教授。
- 牛島義友 - 元部長、元愛育幼稚園園長、九州大学名誉教授。
- 網野武博 - 元部長、元上智大学教授、日本福祉心理学会会長。
- 柏女霊峰 - 元部長、淑徳大学教授。
- 村山貞雄 - 元所員、日本女子大学名誉教授、東京保育専門学校校長。
- 三木安正 - 元所員、全日本特別支援教育研究連盟結成者、東京大学名誉教授。
- 波多野勤子 - 元所員、元国立音楽大学教授。著書『少年期』がベストセラーとなった。
- 平井信義 - 元所員、元お茶の水女子大学教授、大妻女子大学名誉教授。著書『「心の基地」はおかあさん』が140万部のベストセラーとなった。
- 高橋種昭 - 元所員、元日本女子大学教授、群馬社会福祉大学教授。
- 草間吉夫 - 元所員、前茨城県高萩市市長。

## その他
本園は東京のいわゆる名門幼稚園として、有名小学校への進学実績や政官財界から著名人の子弟までが多く通うことで知られている。その垣間見えるエリート主義的な結束性は、若葉会幼稚園や枝光会附属幼稚園と共に興味本位や皮肉をもって次のように批評されている。